# Jonoselektywne czujniki optyczne
Jonoselektywne czujniki optyczne (jonoczułe sensory optyczne, opt(r)ody) – rodzaj układów analitycznych służących do wykrywania danego jonu w próbce; w jego obecności następuje zmiana barwy lub zmiana widma absorpcji lub emisji czujnika. Opracowywane są one z wykorzystaniem połączenia rozmaitych technik, między innymi spektroskopii, chemii analitycznej i chemii polimerów. Ich zaletami jest m.in. możliwość łatwej miniaturyzacji (np. optodę można zbudować na końcówce światłowodu) i krótki czas analizy.

## Budowa i właściwości
Optody zawierają składniki umożliwiające selektywny i czuły pomiar właściwego jonu. Dobór odpowiednich składników zależy od jonu docelowego i konkretnego środowiska badawczego. Skład jonoselektywnego czujnika optycznego jest dosyć skomplikowany, ze względu na to, że same jonofory nie są optycznie czułe, co niesie ze sobą konieczność użycia dodatkowego składnika – przetwornika optycznego.
W skład typowego jonoselektywnego czujnika optycznego wchodzą:
- jonofor (zwykle obojętny elektrycznie), który zapewnia odwracalne, selektywne wiązanie z analitem
- lipofilowy wymieniacz jonowy z ładunkiem przeciwnym do ładunku analitu, który kompensuje ładunek połączenia jonofor-analit; optoda czuła na kationy zawiera kationowy wymieniacz jonowy, a czuła na aniony ma wymieniacz anionowy
- chromojonofor, który pełni rolę przetwornika optycznego; w przypadku oznaczania jonów wodorowych jest jonoforem
- inertna, matryca polimerowa
- plastyfikator, czyli lipofilowa substancja zmniejszająca oddziaływania między cząsteczkami i zwiększająca ruchliwość łańcucha polimerowego.

W warstwie receptorowej sensora wiązanie analitu z jonoforem wymusza uwolnienie kationu z przetwornika optycznego. Kluczowe jest tutaj odpowiednie dopasowanie stałej kompleksowania jonoforu ze stałą protonowania chromojonoforu – stała wiązania analit-jonofor musi być większa niż stała protonowania przetwornika optycznego.
Wybór chromojonoforu jest zależny od kilku czynników. Ważne jest, aby chromojonofor był kompatybilny z zastosowanym trybem detekcji. Istotne są: fotostabilność, wartość stałej dysocjacji kwasowej (pKa), wydajność kwantowa emisji fluorescencji, zakres emisji i wzbudzenia oraz lipofilowość. Zazwyczaj preferowana jest większa długość fali absorpcji w zakresie widzialnym lub bliskiej podczerwieni.

Błękit Nilu

Bardzo często stosowanym chromojonoforem jest pochodna błękitu Nilu (chromojonofor I), czyli pH-czuły barwnik, którego widmo emisji oraz absorpcji różni się w zależności od tego czy występuje w formie protonowanej czy zdeprotonowanej Forma zdeprotonowana chromojonforu I jest aktywna w trybie emisji oraz charakteryzuje się różową barwą, natomiast protonowana barwą niebieską.
W przypadku wymieniaczy jonowych najczęściej stosuje się są związki organiczne bazujące na tetrafenyloboranie. Wymieniacze jonowe są relatywnie lipofilowe, aby zapobiec wymywaniu do roztworu z fazy membrany. Jonofory zapewniają selektywność czujnika. Istnieje wiele jonoforów, głównie ukierunkowanych na kationy. Jonofory, będące ligandami kompleksującymi, czułe na ten sam jon mogą różnić się stałą trwałości tworzonych kompleksów. Im większa wartość tej stałej, tym bardziej selektywny czujnik.
Opracowano także optody oparte na immobilizowanych enzymach.

## Zasada działania

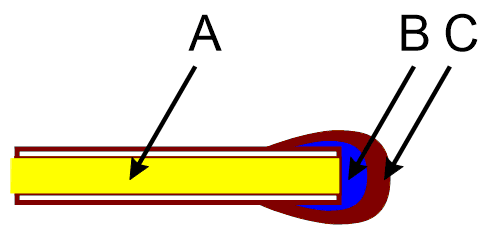
Budowa optody światłowodowej z sensorem enzymatycznym. A: światłowód; B: wewnętrzna optoda zmieniająca swoje właściwości optyczne pod wpływem zmian otoczenia chemicznego spowodowanych działaniem enzymu; C: płaszcz zawierający immobilizowany enzym

Przy stałym pH próbki, w nieobecności analitu następuje protonowanie chromojonoforu. Ilość wymieniacza jonowego jest stała. Natomiast gdy analit jest obecny w próbce, dochodzi do wiązania analitu przez jonofor. Następuje deprotonowanie przetwornika optycznego dla zachowania elektroobojętności układu, w warunkach stałego pH i stałego stężenia wymieniacza jonowego, jeśli stała protonowania chromojonoforu jest mniejsza niż stała wiązania analit-jonofor. Poniżej przedstawiono równanie ukazujące działanie optod jonoselektywnych:
M+ (próbka) + jonofor (matryca) + chromojonofor H+ (matryca) → jonofor−M+ (matryca) + chromojonofor (matryca) + H+ (próbka)
W wyniku oddziaływania badanej próbki z sensorem dochodzi do zmiany barwy oraz zmiany widma emisji/absorpcji. Oprócz widma emisji/absorpcji można również wykreślić zależność maksimum intensywności emisji od logarytmu ze stężenia jonów, która może występować w dwóch formach: jako zależność sigmoidalna lub liniowa. Jeżeli odpowiedź czujnika ma charakter objętościowy zależność przyjmuje postać krzywej sigmoidalnej, obejmującej zwykle 2-3 rzędy zmiany stężenia. W przypadku zahamowania transportu jonów analitu do wnętrza sensora mamy do czynienia z powierzchniową odpowiedzią sensora - obserwujemy liniową zależność maksimum emisji/absorpcji od logarytmu ze stężenia, która może obejmować nawet do 7 rzędów wielkości. Tak skonstruowane i działające czujniki są obecnie stosowane do oznaczania np. jonów wapnia czy potasu. Najczęściej, jako metodę, która pozwala na obserwację zmian sygnału analitycznego, wykorzystuje się fluorescencję, głównie ze względu na wysoką czułość.

## Zastosowanie
Czujniki optyczne pozwalają m.in. na monitorowanie zmian stężenia lub oznaczanie zawartości danego jonu, kationu bądź anionu, np. w środowisku biologicznym. Coraz częściej jako matrycę w tych sensorach stosuje się nanostruktury – nanocząstki lub nanowłókna, które oferują szereg korzyści analitycznych, np. przeprowadzenie pomiaru w komórce, szybszą odpowiedź analityczną, większą stabilność i selektywność.